# Alcanó
Alcanó es un municipio y localidad española de la provincia de Lérida, en la comunidad autónoma de Cataluña. El término municipal, ubicado en la comarca del Segriá, tiene una población de 239 habitantes (INE 2024).

## Historia

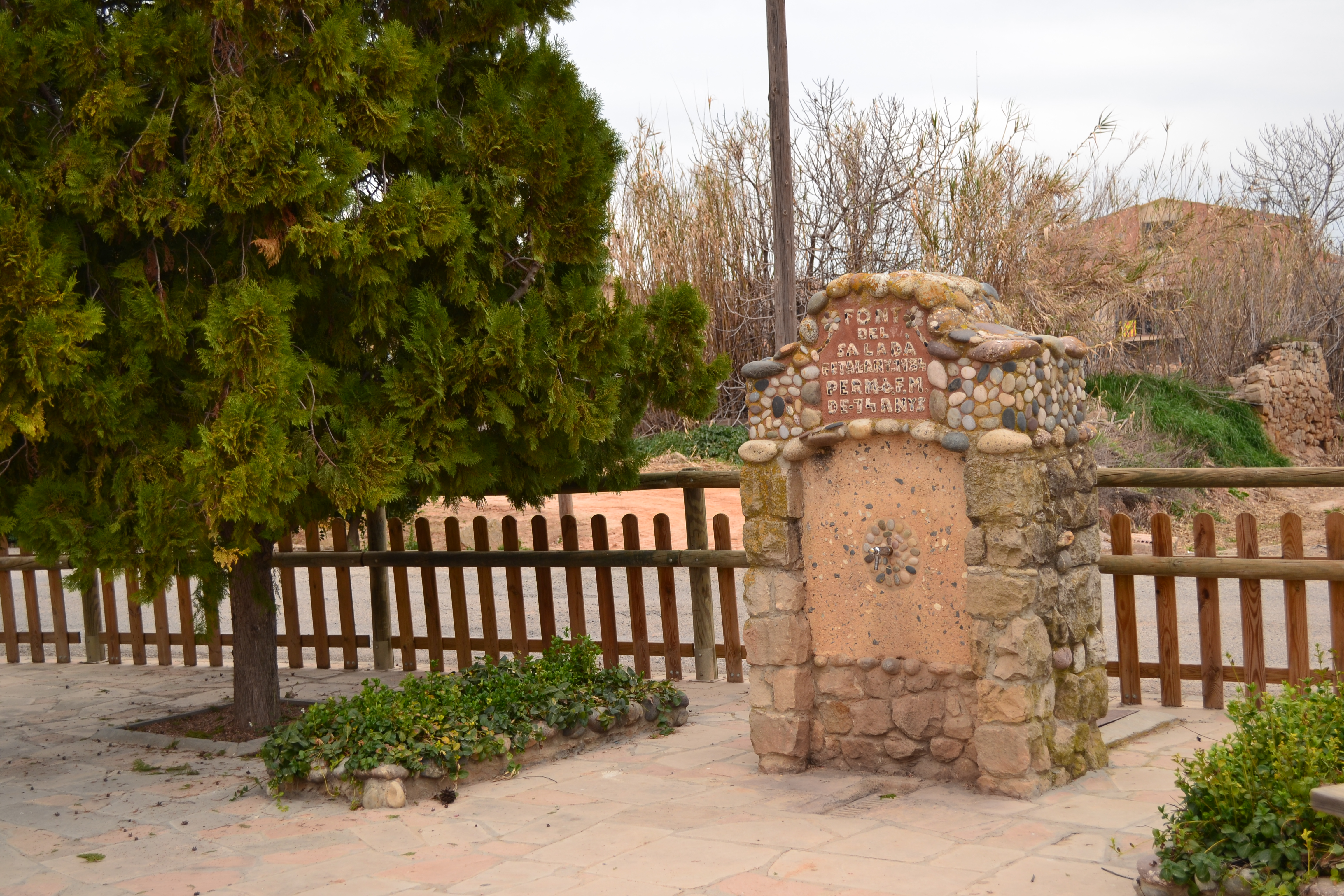
Fuente del saladar

Aparece citado por primera vez en un documento de 1203 en el que consta la adquisición por parte de Gombau de Camporrells, obispo de Lérida de un palacio a cambio de los derechos sobre la almunia de Alcanó. La almunia de Alcanó es de origen sarraceno.
En documentos de 1267 aparece nombrado como Alcanó de la Frontera. El señorío del castillo fue de Hug de Tolosa y más tarde de Pere de Sanahüja. En 1450 pasó a ser de la curia de Lérida.
Es de suponer que dadas las continuas luchas durante la Reconquista, entre los condes de Barcelona, junto a los condes de Urgell y otros nobles cristianos, y el emir sarraceno de Lérida, Almira Almionez, que tenía su baluarte en el castillo de Siurana, fuera tierra de muchas luchas, siendo frontera de las Garrigues y las tierras del Pla de Lleida (Segriá, siglo XIII). Quizá dentro vino la leyenda que da nombre a Alcanó, que con las continuas luchas, los cristianos, una vez conquistado el "aduar", hay construyesen un cañón "lanza piedras" contra los árabes que venían de Lérida y de aquí el grito "Al cañón"; lo cual no ha sido pero ratificada con ningún escrito fidedigno.
En una escritura del 1267 se habla "de Alcanó de la Frontera", nombre que conservaría tal vez por encontrarse en el extremo del "valiato" de Lérida, en tiempo de los "alavarts".
Alcanó aún conserva, si bien desfigurado, el edificio medieval de la antigua Almúnia (El castillo), un edificio a cuatro vientos de piedra escuadrada, con ventanas góticas hoy desaparecidas, y perteneciente a tres diferentes familias de la villa.
Es a partir del siglo XII, cuando Ramón Berenguer IV reparte todos sus bienes conquistados a los caballeros de la nobleza y órdenes religiosas, entre las que destaca los Templarios, con el gran maestro Guillermo de Moncada. Es a comienzos del siglo XIII, en el año 1203, cuando el pueblo es reconocido por primera vez como lugar cristiano, en un censo que hicieron los canónigos regulares de San Ruf, por el Palacio real de la Suda de Lérida, que les había dado el rey Pedro, ya cambio de ello obtuvieron unas huertas en este pueblo para construir una iglesia. Fue positivo que el conde Ramón Berenguer IV (siglo XII) concediera La Almunia o granja de Alcanó los canónigos regulares de San Ruf, ya que después recibieron cartas de los reyes Alfonso II y Pedro el Católico, alentando a repoblar el cabo.
Ese mismo año de 1203, el 4 de noviembre, el obispo Gombau de Camporrells dio la autorización definitiva para construir una iglesia, que elevó a categoría parroquial con derecho a recibir diezmos y franquicias de sus feligreses. La primitiva iglesia fue construida frente al Castillo, que era de los señores del Pueblo, es decir, del ilustre Cabildo de la Catedral de Lérida. Pero hasta el siglo XVI el cura no tuvo título de "Rector". Por tradición oral, se sabe que esta primitiva iglesia era en el lugar de la casa conocida actualmente como "Cal Mingo o antiguo café".
28 años después de estar edificada la primitiva iglesia, por testamento actuó el 23 de febrero de 1282, por Guillem Hugo de Toulouse (mercader de origen tolosano afincado en Lérida, casado con Ramona, que ganó una gran fortuna dedicándose al negocio del préstamo de dinero), legaba a su hijo Guillermo el Castillo de Alcanó con sus pertenencias. Dicho Hugo de Toulouse dejó pero una parte del castillo de Alcanó a la Orden del Temple. En el testamento dispuso:

"Te decima toda de termine predicados cestri mitad de Alcanó, revertatut pro salute anima mea priori te frativus domos Scala Dei que eres montaines de Ciurana constitute sirve construidos si Filis mei predicado sine legitima prole ovierint".

La última implica a su hijo Guillermo y su hija Guillermina, la cual estaba casada entonces con Bernardo de Terrascó y años después, en 1250, era mujer de Arnau de Artesa y heredó el Castillo de Torres de Segre (siglo XIV) .
En 1358 aparece como señor de los puestos de Sunyer, de Vimfaro, de Alcanó y de Cabasés, el ciudadano de Lérida "Iohan de Cumbria".
En el foratjament de 1365, figura el asentamiento de Alcanó, de quien es propietario Juan Barriac, ciudadano de Lérida, con 25 fuegos y que está en la veguería de Lérida. En el 1381, ya fallecido Juan Barriac, volver a ser del mismo Juan Sescomes (Iohan de Cumbria). Sus herederos son consignados como señores de Alcanó, Sunyer y Tabaco.
Volvemos a apreciar posteriormente el dominio eclesiástico sobre Alcanó, pues en las Actas Capitulares de la Catedral de Lérida, desde el 1450 al 1490, los canónigos hablan de su Castillo de Alcanó, señorío que poseyeron hasta la extinción de los señoríos. Así, en el siglo XVIII, Alcanó aparece siendo del Capítulo de la Seo de Urgel.
Es en el siglo XVIII, en 1752, cuando el 29 de junio fue sacada a pública subasta la actual iglesia, día de la festividad de San Pedro y San Pablo. La obra fue adjudicada a los constructores de Lérida Agustín Biscarri, Miquel Batiste y José Miguel, por el precio de 4200 libras, moneda de Barcelona y que en 1921 fue valorado con 11 200 pesetas moneda de oro, incluyendo todo el material de la antigua iglesia, prestaciones de todo el vecindario y pago por las 27 familias que eran las que hacían el pueblo, y al que se impuso el 20 por ciento de todos los productos (la memoria de donde es extraído este resumen no hace en ningún momento mención de los años que se tardó en pagarlo).
La primera piedra fue colocada el 23 de agosto de 1752, siendo rector de la iglesia Juan Ribes y Miret, nacido en Torres de Segre, y que vivió en el pueblo durante cuarenta años, vicario general en Doctor Pedro Bean, y obispo de Lérida en Gregorio Galindo.
Fue bendecida una vez terminadas las obras, el día 3 de febrero de 1758 (Fiesta de San Blas). Por lo cual y con buen sentido declaraban Patrón de la parroquia San Pedro Apóstol, también la Fiesta mayor el 3 de febrero día de San Blas. (Este extracto es sacado de una memoria hecha por Mosén Sebastián Masip). El mismo día de San Blas fue bendecido tocando mismo en la iglesia el cementerio viejo; y el nuevo y actual lo fue en 1842 por Antonio Fontan, rector de la parroquia y que murió en Barcelona siendo canónigo de la Santa Iglesia Catedral.
En el año 1835, con motivo de la implantación del nuevo derecho constitucional, el pueblo fue regido por Ayuntamiento propio y el año 1851-52 con virtud del concordato entre la Santa Sede y la Corona de España fueron vendidas las tierras a particulares .
A mediados del siglo XIX, el lugar tenía contabilizada una población de 412 habitantes. La localidad aparece descrita en el primer volumen del Diccionario geográfico-estadístico-histórico de España y sus posesiones de Ultramar de Pascual Madoz de la siguiente manera:

ALCANO: l. con ayunt. de la prov., adm. de rent., part. jud. y dióc. de Lérida (3 3/4 de leg.), aud. terr. y c. de Cataluña (Barcelona 26): sit. en una llanura donde le combaten todos los vientos y goza de clima muy saludable: es uno de los pueblos que componen el terr. de las Garrigas. Tiene 45 casas de mediana construccion, distribuidas en varias calles espaciosas y cómodas: entre aquellas hay un edificio, cuya solidez y lab. de silleria denotan haber sido un fuerte en los tiempos ant.: una escuela de primeras letras dotada con 600 rs., a la que asisten 19 niños; y una igl. parr. bajo la advocacion de S. Pedro Apóstol, servida por un cura párroco y por un sacristan que tambien hace de campanero, nombrado por aquel: el curato es de primer ascenso y lo provee S. M. ó el diocesano, segun los meses en que ocurre la vacante, en concurso general. Confina el térm. por N. con el de Alfés, por E. con el de Cogul, por S. con el de Torreveses, y por O. con el de Sarroca, de cuyos puntos dista 1/4 de leg. El terreno es de mediana calidad y poco productivo, á lo que contribuye la notable escasez de aguas, pues únicamente hay en el térm. las pluviales que se recogen en algunas balsas, de las cuales se sirven los hab. para surtido de sus casas, abrevadero de ganados y bestias de labor: abraza unos 1,700 jornales de tierra, de los que 700 permanecen incultos por su ínfima calidad, si bien hay en los mismos muchos árboles silvestres que proporcionan leña para combustibles: los destinados á labor se siembran por mitad cada año, empleándose los mejores en el cultivo de cereales y la tierra floja en el de viñedo y olivar. Hay un camino que conduce desde Lérida á la Granadella y se halla en mal estado. La correspondencia la recibe cada interesado en las carterías de Lérida. Prod.: trigo, cebada, vino, aceite y yerbas de pasto, cria ganado lanar y cabrio, y el mular necesario para las labores; y caza de perdices: ind.: un molino de aceite, y algunas carboneras: pobl.: 45 vec.: 412 alm.: cap. imp.: 32,399 rs.: contr. por catastro 2,797 rs., y por los demas conceptos incluso el presupuesto municipal 2,203 rs., cuyas cantidades se cubren por reparto entre los vec.
(Madoz, 1845, p. 395)

## Geografía humana

### Demografía
Cuenta con una población de 239 habitantes (INE 2024).
| Gráfica de evolución demográfica de Alcanó entre 1842 y 2021                                                          |
| |
| Población de derecho según los censos de población del INE. Población de hecho según los censos de población del INE. |

## Símbolos
El escudo de Alcanó se define por el siguiente blasón:
«Escudo losanjado: de sinople, un cañón de oro. Por timbre una 
corona mural 
de pueblo.»
Fue aprobado el 17 de agosto de 1993. El cañón es un señal parlante tradicional referente al nombre del pueblo.

## Cultura
Cerca de la Plaza Mayor se encuentra un edificio que se corresponde con el antiguo castillo de la villa. El edificio está muy reformado pero aún pueden verse elementos originales como una ventana de forma ojival o algunos de los muros interiores. 
La iglesia parroquial está dedicada a San Pedro Apóstol. Es del siglo XVIII y de estilo barroco. Destaca el cimborrio de grandes dimensiones y su campanario de base octogonal. En 1936 se destruyeron dos retablos barrocos que se conservaban en su interior, ambos del siglo XVIII.
Alcanó celebra su fiesta mayor en el mes de agosto.

## Economía
La principal actividad económica es la agricultura, especialmente la de secano. Destacan los cultivos de cereales, almendros y olivos.